# Alchemilla delphinensis
Alchemilla delphinensis é uma espécie de rosácea do gênero Alchemilla, pertencente à família Rosaceae.